# Le Volcan : Une réflexion sur la vie et la mort de Malcolm Lowry
Pour plus de détails, voir Fiche technique et Distribution.
Le Volcan : Une réflexion sur la vie et la mort de Malcolm Lowry (Volcano: An Inquiry Into the Life and Death of Malcolm Lowry) est un film canadien réalisé par Donald Brittain et John Kramer, sorti en 1976.

## Synopsis
Le film revient sur la vie nomade de l'écrivain torturé Malcolm Lowry, auteur du roman Au-dessous du volcan.

## Fiche technique
- Titre : Le Volcan : Une réflexion sur la vie et la mort de Malcolm Lowry
- Titre original : Volcano: An Inquiry Into the Life and Death of Malcolm Lowry
- Réalisation : Donald Brittain et John Kramer
- Scénario : Donald Brittain et John Kramer
- Narration : Donald Brittain (commentaire) et Richard Burton (textes de Malcolm Lowry)
- Musique : Alain Clavier
- Photographie : Douglas Kiefer
- Montage : John Kramer
- Production : Donald Brittain et Robert A. Duncan
- Société de production : Office national du film du Canada
- Pays :  Canada
- Genre : Documentaire
- Durée : 100 minutes
- Dates de sortie : 
  -  Canada : 7 avril 1976

## Distinctions
Le film a été nommé à l'Oscar du meilleur film documentaire.